# Álex Varas
Álex Fabián Varas Rubio (Santiago, Chile, 26 de marzo de 1976) es un exfutbolista chileno.

## Trayectoria
Se inició en las divisiones inferiores de Universidad de Chile en 1983. En 1989 pasó a formar parte de la cantera de Universidad Católica.
El técnico Vicente Cantatore lo ascendió al primer equipo cruzado en 1992. Debutó en la Universidad Católica en 1995. Luego jugó por Coquimbo Unido, nuevamente Universidad Católica, Audax Italiano y Santiago Wanderers. 
A mediados de la temporada 2005 fichó por Colo-Colo. 
A comienzos del 2007 fichó por Universidad de Concepción, terminando contrato al término del Apertura de ese mismo año. 
Tras medio año de inactividad regresa a Santiago Wanderers para afrontar la Primera B como capitán del equipo, aunque debió pelear el puesto con el portero David Reyes. Finalmente terminado el 2008 no renueva contrato con Wanderers por diferencias con el técnico Jorge Aravena.

## Selección nacional
Participó en la Selección de fútbol sub-20 de Chile y luego por la selección adulta. Jugó la Copa América 2004. Ha sido internacional en 7 ocasiones, debutando ante México el 29 de marzo de 1995.

### Participaciones en Copa América
| Torneo            | Sede | Resultado    |
| ----------------- | ---- | ------------ |
| Copa América 2004 | Perú | Primera Fase |

### Participaciones en Eliminatorias Sudámericanas
| Eliminatorias                    | Equipo | Resultado | Posición |
| -------------------------------- | ------ | --------- | -------- |
| Eliminatorias Sudamericanas 2006 | Chile  | Eliminado | 7.º      |

### Partidos internacionales
| 1     | 29 de marzo de 1995 | Los Angeles Memorial Coliseum, Los Ángeles, Estados Unidos | México     | 1-2 | Chile      |   |  | Xabier Azkargorta | Amistoso          |
| 2     | 19 de abril de 1995 | Estadio Nacional, Lima, Perú                               | Perú       | 6-0 | Chile      |   |  | Xabier Azkargorta | Amistoso          |
| 3     | 22 de abril de 1995 | Estadio Germán Becker, Temuco, Chile                       | Chile      | 1-1 | Islandia   |   |  | Xabier Azkargorta | Amistoso          |
| 4     | 30 de abril de 2003 | Estadio Nacional, Santiago, Chile                          | Chile      | 1-0 | Costa Rica |   |  | Juvenal Olmos     | Amistoso          |
| 5     | 28 de abril de 2004 | Estadio Regional, Antofagasta, Chile                       | Chile      | 1-1 | Perú       |   |  | Juvenal Olmos     | Amistoso          |
| 6     | 8 de julio de 2004  | Estadio Monumental de la UNSA, Arequipa, Perú              | Brasil     | 1-0 | Chile      |   |  | Juvenal Olmos     | Copa América 2004 |
| 7     | 14 de julio de 2004 | Estadio Jorge Basadre, Tacna, Perú                         | Costa Rica | 2-1 | Chile      |   |  | Juvenal Olmos     | Copa América 2004 |
| Total | Total               | Total                                                      | Presencias | 7   | Goles      | 0 |  |                   |                   |

| Selección chilena | Selección chilena | Selección chilena |
| Año               | Partidos          | Goles             |
| ----------------- | ----------------- | ----------------- |
| 1995              | 3                 | 0                 |
| 2003              | 1                 | 3                 |
| 2004              | 3                 | 0                 |
| Total             | 7                 | 0                 |

## Clubes
| Club                      | País  | Año       |
| ------------------------- | ----- | --------- |
| Universidad Católica      | Chile | 1995-1999 |
| → Coquimbo Unido (cedido) | Chile | 1996      |
| Audax Italiano            | Chile | 2000      |
| Santiago Wanderers        | Chile | 2001-2004 |
| Audax Italiano            | Chile | 2005      |
| Colo-Colo                 | Chile | 2005-2006 |
| Universidad de Concepción | Chile | 2007      |
| Santiago Wanderers        | Chile | 2008      |

## Palmarés
| Título           | Club                 | País  | Año    |
| ---------------- | -------------------- | ----- | ------ |
| Copa Chile       | Universidad Católica | Chile | 1995   |
| Primera División | Universidad Católica | Chile | 1997-A |
| Primera División | Santiago Wanderers   | Chile | 2001   |
| Primera División | Colo-Colo            | Chile | 2006-A |
| Primera División | Colo-Colo            | Chile | 2006-C |

- Datos: Q557029